# Szymiszów-Osiedle
Szymiszów-Osiedle – osada w Polsce położona w województwie opolskim, w powiecie strzeleckim, w gminie Strzelce Opolskie.
W miejscowości funkcjonuje:
- stacja kolejowa Szymiszów (obsługuje połączenia do Opola, Gliwic, Katowic i Wrocławia)
- szkoła podstawowa z kompleksem sportowym
- kościół pw. Ducha Świętego
- publiczne przedszkole
- sklep, salon fryzjerski, stacja paliw, bar oraz restauracja
- zakład przemysłu obróbki drewna
- świetlica wiejska